# Jessica Harper
Jessica Randolph Harper (Chicago, 10 ottobre 1949) è un'attrice, scrittrice e cantante statunitense, autrice di libri per l'infanzia nonché interprete di canzoni per i più piccoli.

## Biografia
Nata a Chicago, nell'Illinois, dalla scrittrice Eleanor Emery e dal pittore Paul C. Harper Jr., dopo aver studiato alla scuola privata North Shore Country Day School e al Sarah Lawrence College, si trasferì a New York dove debuttò in teatro con una piccola parte nel musical Hair. Dopo il debutto cinematografico nel film Taking Off (1971), interpretò il ruolo di una cantante rock in Il fantasma del palcoscenico (1974) e recitò accanto a Woody Allen nella commedia Amore e guerra (1975) e in Stardust Memories (1980), in cui interpretò uno dei personaggi femminili nevrotici tipici di Allen.
Protagonista dell'horror Suspiria, diretto nel 1977 da Dario Argento, la Harper affrontò anche parti più sexy, come quella della vamp nel film Shock Treatment (1981), e il ruolo drammatico della moglie triste di Steve Martin in Spiccioli dal cielo (1982). È autrice di undici libri per fanciulli e ha inciso sette album discografici di canzoni per bambini. Questa attività le valse nel 2004 il riconoscimento di Genitore del mese del Parents Magazin. Nel dicembre 2010 la Harper pubblicò un libro di cucina intitolato The Crabby Cook Cookbook: Recipes and Rants con 135 semplici spiritose ricette culinarie. Nel 2018 ebbe un cameo in Suspiria, di Luca Guadagnino, remake del film di Argento.

## Filmografia

### Cinema
- Il fantasma del palcoscenico (Phantom of the Paradise), regia di Brian De Palma (1974)
- Il pornografo (Inserts), regia di John Byrum (1974)
- Amore e guerra (Love And Death), regia di Woody Allen (1975)
- Suspiria, regia di Dario Argento (1977)
- The Evictors, regia di Charles B. Pierce (1979)
- Stardust Memories, regia di Woody Allen (1980)
- Shock Treatment - Trattamento da sballo! (Shock Treatment), regia di Jim Sharman (1981)
- Spiccioli dal cielo (Pennies from Heaven), regia di Herbert Ross (1981)
- L'ospite d'onore (My Favorite Year), regia di Richard Benjamin (1982)
- The Imagemaker, regia di Hal Weiner (1986)
- Blue Iguana, regia di John Lafia (1988)
- Ragazze, il mostro è innamorato (Big Man on Campus), regia di Jeremy Kagan (1989)
- Mangia una tazza di tè (Eat a Bowl of Tea), regia di Wayne Wang (1989) - non accreditata
- Mister Wonderful (Mr. Wonderful), regia di Anthony Minghella (1993)
- Safe, regia di Todd Haynes (1995)
- Boys, regia di Stacy Cochran (1996)
- Minority Report, regia di Steven Spielberg (2002)
- House Broken - Una casa sottosopra (House Broken), regia di Sam Harper (2010)
- Suspiria, regia di Luca Guadagnino (2018)
- Bones and All, regia di Luca Guadagnino (2022)
- Memory, regia di Michel Franco (2023)
- Nightbitch. Bestia di notte (Nightbitch), regia di Marielle Heller (2024)

### Televisione
- NBC Children's Theatre – serie TV, 1 episodio (1971)
- Hawaii squadra cinque zero (Hawaii Five-O) – serie TV, episodio 9x22 (1977)
- Aspen – miniserie TV, 3 episodi (1977)
- Little Women –  miniserie TV, episodio 1x01 (1977)
- Studs Lonigan – miniserie TV, 3 episodi (1978)
- Un salto nel buio (Tales from the Darkside) – serie TV, episodio 1x17 (1985)
- Serial Killer, regia di John Llewelleyn Moxes – film TV (1985)
- Un giustiziere a New York (The Equalizer) – serie TV, episodio 2x02 (1986)
- Moonlighting – serie TV, episodio 3x05 (1986)
- Starman – serie TV, episodio 1x12 (1987)
- Trying Times – serie TV, episodio 1x04 (1987)
- Once Again - Ancora una volta, regia di Amin Q. Chaudhri – film TV (1987)
- Oltre la legge - L'informatore (Wiseguy) – serie TV, episodio 2x11 (1989)
- It's Garry Shandling's Show – serie TV, 19 episodi (1989-1990)
- I racconti della cripta (Tales from the Crypt) – serie TV, episodio 2x17 (1990)
- The Story First: Behind the Unabomber, regia di Nancy Gershwin – film TV (1996)
- Chicago Hope – serie TV, episodio 3x16 (1997)
- Innocenti evasioni (On the Edge of Innocence), regia di Peter Werner – film TV (1997)
- Nothing Sacred – serie TV, episodio 1x07 (1997)
- Ally McBeal – serie TV, episodio 2x06 (1998)
- Settimo cielo (7th Heaven) – serie TV, episodio 3x16 (1999)
- Crossing Jordan – serie TV, episodio 4x20 (2005)
- Proof – serie TV, episodio 1x07 (2015)
- See – serie TV, 4 episodi (2019-2021)
- The Old Man – serie TV, 3 episodi (2022)
- Fatal Attraction – serie TV, 4 episodi (2023)

### Cortometraggi
- The Garden Party, regia di Jack Sholder (1973)

## Riconoscimenti
Film Independent Spirit Awards
- 2021 – Premio al miglior cast per Suspiria

CableACE Awards
- 1991 – Premio alla miglior attrice in una serie commedia per It's Garry Shandling's Show

The Stinkers Bad Movie Awards
- 1981 – Candidatura alla peggior canzone o performance in un film per Shock Treatment - trattamento da sballo!

Photoplay Awards
- 1978 – Candidatura al miglior film per Suspiria

## Doppiatrici italiane
- Emanuela Rossi[3] ne Il fantasma del palcoscenico[4], Suspiria (1977)[5]
- Angiola Baggi[6] in Stardust Memories[7], Nightbitch. Bestia di notte[8]
- Solvejg D'Assunta[9] in Amore e guerra[10]
- Carolina Zaccarini[11] in Suspiria (2018)[12]
- Bianca Toso[13] in See[14]
- Alessandra Korompay[15] in Bones and All[16]
- Mariadele Cinquegrani[17] in The Old Man[18]
- Jenny De Cesarei in Il pornografo (scene ridoppiate)

## Discografia parziale

### Album
- 1995 - A Wonderful Life (Alacazam!)
- 1995 - Hey, Picasso
- 1996 - Nora's Room (Alacazam!)
- 1996 - Not A Traditional Christmas
- 1998 - 40 Winks (Alacazam!)
- 2000 - Rhythm in My Shoes (Rounder/Umgd)
- 2001 - Inside Out! (Rounder/Umgd)

### Singoli
- 1974 - Old Souls/The Hell Of It (A&M Records), split con Paul Williams

## Libri
- I Forgot My Shoes, Putnam Juvenile, 13 settembre 1999, ISBN 978-0399231490
- I'm Not Going to Chase the Cat Today!, William Morrow & Co, 1 maggio 2000, ISBN 978-0688176365
- Nora's Room, HarperCollins, 1 giugno 2001, ISBN 978-0060291372
- Lizzy's Do's and Don'ts, HarperCollins, 26 marzo 2002, ISBN 978-0066238616
- I Like Where I Am, Putnam Juvenile, 30 marzo 2004, ISBN 978-0399234798
- Lizzy's Ups and Downs: Not an Ordinary School Day, HarperCollins, 1 giugno 2004, ISBN 978-0060520649
- Four Boys Named Jordan, Putnam Pub Group, 1 luglio 2004, ISBN 978-0399237119
- Uh-oh, Cleo, G.P. Putnam's Sons Books for Young Readers, 10 aprile 2008, ISBN 978-0399246715
- A Place Called Kindergarten, Puffin Books, 3 luglio 2008, ISBN 978-0142411742
- Uh-oh, Cleo: Underpants on My Head, G.P. Putnam's Sons Books for Young Readers, 22 gennaio 2009, ISBN 978-0399246722
- The Crabby Cook Cookbook: Recipes and Rants, Workman Publishing Company, 15 dicembre 2010, ISBN 978-0761155263